# 淳君
淳君（日语： Tsunku */?，1968年10月29日—）本名寺田光男（／ Terada Mitsuo），大阪府東大阪市出身，是日本音樂人，為搖滾樂團射亂Q主唱、女子偶像團體早安少女組製作人、前早安家族總製作人，亦是綜合娛樂經紀公司TNX社長。其身兼歌手、音樂製作人、作曲家、作詞家、企業家等身分，本人則以「綜合娛樂製作人」（総合エンターテインメントプロデューサー）自稱。
1988年，由淳君擔任主唱的射亂Q組成，1992年主流出道後紅極一時。1997年，由淳君製作的早安少女組出道，之後以該團為中心開枝散葉，形成旗下包含多位女子偶像團體及個人歌手的「早安家族」，在2000年前後稱霸日本女子偶像業界多年。此後，淳君主要以音樂製作人的身分活躍於業界，在早安家族擔任總製作人及負責大部分的詞曲創作，同時也為其他藝人提供創作。2014年，淳君罹患喉癌而失去聲音，之後辭任早安家族總製作人，但仍繼續包含早安少女組在內的演藝製作工作。

## 經歷
1988年，淳君與吉他手Hatake、鍵盤手Taisei及鼓手Makoto於1988年組成搖滾樂團射亂Q並擔任主唱。1991年，參加第二屆《BS Young Battle》新進樂團大賽獲得冠軍後，開始受到矚目；1992年，射亂Q在主流樂壇出道後並造成話題，1996年以單曲淚之影獲得第29屆日本有線大獎等重要獎項。
1997年，淳君開始經手製作早安少女組，並以前者為中心，製作一系列的女子偶像團體及個人偶像，形成大型女子偶像企劃——早安家族，期間創下驚人銷量，使女子偶像團體蔚為一股風潮；2000年12月，射亂Q的演藝活動暫停（其後於2006年回歸）。翌年4月，淳君將主要發展重心放在幕後製作，並將正式的藝名更改為「淳君♂」（つんく♂），即在原本的藝名後加上火星符號（♂）。
2006年4月24日，淳君宣布與前模特兒出光加奈子的婚約，同年6月8日註冊，同年8月10日在西本願寺舉行婚禮。同年，成立綜合娛樂經紀公司TNX。2008年4月29日，誕下龍鳳胎。
2014年3月6日，淳君對外表示罹患喉癌。其後雖一度抑制了癌細胞，但仍復發，10月上旬進行手術，並表示已失去聲音。2015年1月20日，確定將摘除聲帶。2015年7月，習得難度高的食道發聲法。表示雖說話音量不若正常人，但已能發出聲音。
2015年9月10日，淳君出版個人筆記彙集《所以，活著。》（だから、生きる。）。淳君在該書中，表示自己在早安少女組（早安少女組。'14）於昨年10月的紐約公演後，卸下早安家族總製作人的工作。之後，淳君將早安家族旗下各團的詞曲創作工作交棒予後進創作家，自己則仍繼續負責早安少女組的團體製作、以及該團多數歌曲的創作工作。同時，由於淳君失去聲音，射亂Q也停止活動。
2015年9月13日播出的NHK紀錄片節目《NEXT 為了未來「“一回生”淳君 從絕望起再出發」》，淳君接受手術後的首次媒體採訪，淳君本人透過類似筆談的、使用電腦以文字回應的方式進行訪談，向觀眾透露自己的心境。此後在公開場合，淳君多以上述的方式與他人交談。
2016年，淳君在夏威夷置產，並移居至此。

## 外部鏈結
- 官方网站
- 淳君的X（前Twitter）
- Boy Tsunku的Instagram帳戶
- 淳君的Facebook專頁（粉絲專頁）
- 淳君的Facebook專頁（個人帳號）
- 淳君的Ameba部落格（日語）
- https://www.mori.co.jp/hillscast/2008/10/20081003103628000512.html （页面存档备份，存于）
- つんく♂エンタメ♪サロン〜絶対言うたらあかんでぇ♫〜 （页面存档备份，存于）